# Protettorato spagnolo del Marocco
Il Marocco spagnolo o, ufficialmente, Protettorato spagnolo del Marocco (in spagnolo: Marruecos español o Protectorado español de Marruecos; in arabo حِمَاية إسبَانِيَا بالمَغْربْ‎?, Himāyat Isbāniyā bi-l-Maghrib) è stata la porzione del Marocco amministrata dalla Spagna in regime di protettorato dal 1912 al 1956.

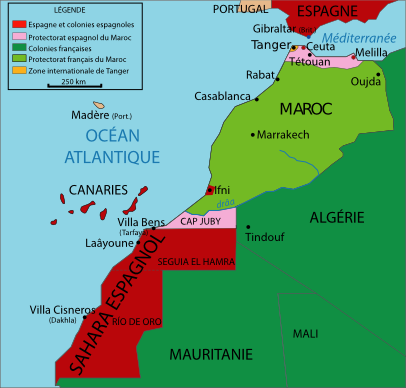
In rosa nella cartina i territori del Protettorato spagnolo del Marocco

## Storia
Creato per effetto del Trattato di Fès, il protettorato del Marocco spagnolo servì da contrappeso alla presenza francese nel Marocco centrale. La regione non fu tuttavia interamente sotto il controllo spagnolo fino al 1926, quando venne stroncata la resistenza di Abd el-Krim nella zona del Rif.
Dal Marocco spagnolo ebbe inizio la guerra civile spagnola: l'Alzamiento del generale Francisco Franco del 17 luglio 1936 ebbe difatti luogo a Tetuán e le truppe da Ceuta partirono verso la Spagna.
"Africa occidentale spagnola" fu quindi chiamato il raggruppamento di province spagnole dell'Africa occidentale, esistito tra il 1946 e il 1958. Aveva sotto la sua amministrazione i territori di Ifni, Capo Juby, Saguía el Hamra e Río de Oro.
Il protettorato spagnolo del Marocco ebbe fine nel 1956, quando assieme all'ex protettorato francese andò a formare lo Stato indipendente del Marocco. La parte meridionale del protettorato rimase tuttavia sotto sovranità spagnola fino al 1958.
Solo Ceuta e Melilla e Ifni rimasero alla Spagna dopo il 1958, in quanto territori metropolitani spagnoli da secoli prima dell'inizio del protettorato le prime due, la terza in quanto sotto sovranità diretta spagnola.
Ifni venne ceduta poi al Marocco nel 1969.

## Geografia
Il protettorato si componeva di due territori nettamente distinti, separati tra loro dal protettorato francese: il Marocco settentrionale, corrispondente alle montagne del Rif, alla costa mediterranea e ad una breve porzione di costa atlantica a sud di Tangeri, e la regione di Villa Bens (Tarfaya) nell'estremo sud marocchino, delimitata a nord dal fiume Draa e a sud dalla colonia del Sahara spagnolo. Non ne facevano parte le città di Ceuta e Melilla ed alcune plazas de soberanía, che costituivano territorio metropolitano spagnolo, e nemmeno la città di Tangeri, che fu dichiarata zona internazionale (occupata militarmente dalla Spagna nel 1940); parimenti non ne faceva parte il territorio di Ifni, posto sotto la diretta sovranità spagnola.

## Società
Nel corso degli anni del protettorato, numerosi cittadini spagnoli si stabilirono nel Marocco settentrionale. La stragrande maggioranza di questi immigrati era originaria dell'Andalusia, in particolare dalle province di Cadice e di Malaga. La gran parte di questi era costituita da commercianti e artigiani che convivevano negli stessi villaggi e quartieri dei marocchini. Nel 1932 risiedevano nel Marocco spagnolo 38.005 spagnoli, saliti a 62.400 nel 1940 e a 84.716 nel 1950, per la maggior parte residenti a Tétouan, Larache e Nador. La maggior parte della comunità abbandonò il paese in seguito all'indipendenza del Marocco, negli anni 1950.
Il Marocco spagnolo era poi sede di una comunità ebraica, concentrata a Tétouan, Chefchaouen, Larache e Assila, per la maggior parte composta da sefarditi di madrelingua haketia, stimata a circa 14.000 unità negli anni 1940.